# تيوفيلو لوبيز
تيوفيلو لوبيز هو مجدف كوبي، ولد في 2 نوفمبر 1943 في هافانا في كوبا.

## وصلات خارجية
- تيوفيلو لوبيز على موقع الاتحاد الدولي للتجديف (الإنجليزية)
- تيوفيلو لوبيز على موقع أوليمبيديا (الإنجليزية)